# Sky Residences
El Sky Residences, es un edificio de tipo residencial de 51 pisos ubicado en la exclusiva Avenida Balboa, una de las principales arterias de la ciudad de Panamá, cuando finalizó su construcción en el 2009, fue el segundo edificio más alto de la Avenida Balboa con sus 180 m, sólo superado por el Destiny Panama Bay.
Su forma esbelta que recuerda un lápiz es inconfundible y lo hace resaltar en el horizonte de la ciudad.

## Datos clave
- Altura: 180 m.
- Espacio total - --- m².
- Condición: Construido.
- Rango: 	
  - En Panamá: 2009: 7º lugar